# Kurdujin Khatun
Kurdujin Khatun, född okänt år, död 1338, var en mongolisk furstinna; hon var regent i Kerman 1295-1296 och Shiraz in 1319-1338..